# João Semedo

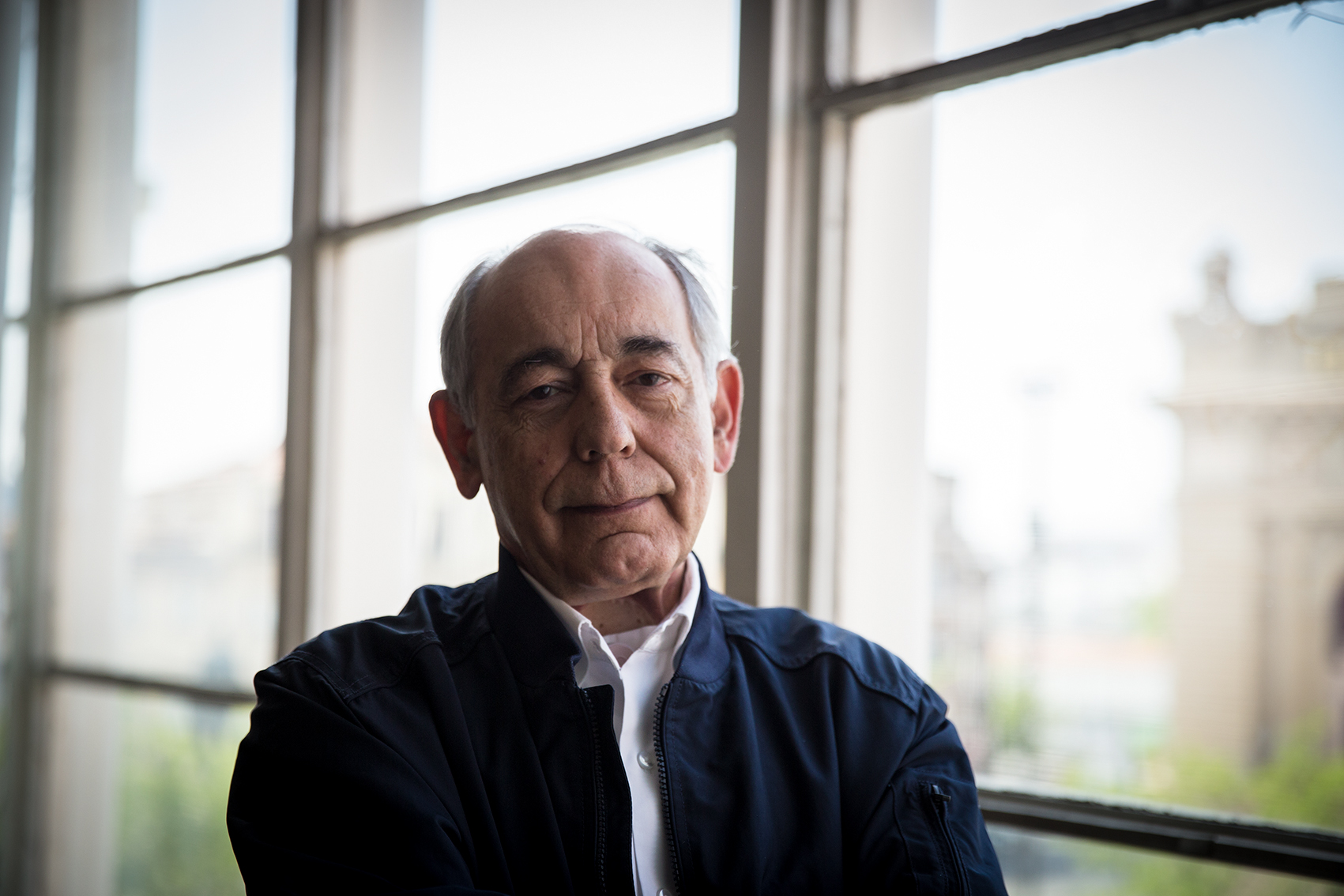
João Semedo

João Pedro Furtado da Cunha Semedo (* 20. Juni 1951 in Lissabon; † 17. Juli 2018) war ein portugiesischer Arzt und Politiker des Bloco de Esquerda.
Bevor Semedo Mitglied des Bloco de Esquerda wurde, war er bereits von 1991 bis 1995 für die Kommunistische Partei Portugals (PCP) im portugiesischen Parlament, der Assembleia da República. Nach seinem Medizinstudium zog er nach Porto und gewann alle seine Mandate für die Assembleia da República in diesem Distrikt. Bei den Wahlen 2005, 2009 und 2011 gelang ihm jeweils der Wiedereinzug in das portugiesische Parlament. 2015 legte er krankheitsbedingt sein Mandat nieder. 
Vom 11. November 2012 bis in das Jahr 2014 war Semedo gemeinsam mit Catarina Martins Vorsitzender des Bloco de Esquerda, da sein Vorgänger Francisco Louçã nicht mehr kandidierte. Seit 2014 ist Martins alleinige Vorsitzende.
Darüber hinaus sprach Semedo Kommentar für den portugiesischen Fernsehsender SIC Notícias.